# Episodi de Il tocco di un angelo (sesta stagione)
La sesta stagione della serie televisiva Il tocco di un angelo, composta da 26 episodi, è stata trasmessa negli Stati Uniti sul canale CBS dal 26 settembre 1999 al 21 maggio 2000.
| nº | Titolo originale                      | Titolo italiano                    | Prima TV USA      | Prima TV Italia |
| -- | ------------------------------------- | ---------------------------------- | ----------------- | --------------- |
| 1  | Such a Time as This                   | Il prezzo di un uomo               | 26 settembre 1999 |                 |
| 2  | The Compass                           | Una bussola rotta                  | 3 ottobre 1999    |                 |
| 3  | The Last Day of the Rest of Your Life | L'ultimo giorno della tua vita     | 19 ottobre 1999   |                 |
| 4  | The Letter                            | La lettera                         | 17 ottobre 1999   |                 |
| 5  | Til Death Do Us Part                  | Una risposta per Molly             | 24 ottobre 1999   |                 |
| 6  | The Occupant                          | Il seme                            | 31 ottobre 1999   |                 |
| 7  | Voice of an Angel                     | Un angelo geloso                   | 14 novembre 1999  |                 |
| 8  | The Whole Truth and Nothing But...    | Prima pagina                       | 21 novembre 1999  |                 |
| 9  | Then Sings My Soul                    | La fabbrica di caramelle           | 28 novembre 1999  |                 |
| 10 | The Christmas Gift                    | Regalo di Natale                   | 12 dicembre 1999  |                 |
| 11 | Millennium                            | La promessa dimenticata            | 2 gennaio 2000    |                 |
| 12 | With God as My Witness                | Il testimone                       | 9 gennaio 2000    |                 |
| 13 | A House Divided                       | Il figlio conteso                  | 23 gennaio 2000   |                 |
| 14 | Buy Me a Rose                         | Dammi una rosa                     | 6 febbraio 2000   |                 |
| 15 | Life Before Death                     | A scuola di pace                   | 13 febbraio 2000  |                 |
| 16 | The Perfect Game                      | Anche gli angeli giocano a bowling | 20 febbraio 2000  |                 |
| 17 | Here I Am                             | Eccomi                             | 27 febbraio 2000  |                 |
| 18 | Bar Mitzvah                           | Iniziazione                        | 12 marzo 2000     |                 |
| 19 | True Confessions                      | Il lungo cammino della verità      | 19 marzo 2000     |                 |
| 20 | Quality Time                          | Una perfezione imperfetta          | 2 aprile 2000     |                 |
| 21 | Living the Rest of My Life            | Ricominciare a vivere              | 2 aprile 2000     |                 |
| 22 | Stealing Hope                         | Non lo farò ancora                 | 23 aprile 2000    |                 |
| 23 | Monica's Bad Day                      | L'errore di Monica                 | 30 aprile 2000    |                 |
| 24 | A Clown's Prayer                      | Agli occhi di Dio                  | 7 maggio 2000     |                 |
| 25 | Mother's Day                          | Ciò che ci rende forti             | 14 maggio 2000    |                 |
| 26 | Pandora's Box                         | La trappola                        | 21 maggio 2000    |                 |